# The Punisher (televisieserie)
Marvel's The Punisher, of kortweg The Punisher, is een Amerikaanse televisieserie. De reeks, die gebaseerd is op de gelijknamige superheld van Marvel, werd ontwikkeld door Steve Lightfoot. Op 17 november 2017 ging het eerste seizoen in première op de streamingdienst Netflix. De reeks werd in 2019 na twee seizoenen geannuleerd. Het titelpersonage wordt vertolkt door Jon Bernthal.

## Productie
In juni 2015 werd Jon Bernthal gecast als het personage The Punisher. In maart 2016 werd het personage geïntroduceerd in het tweede seizoen van de Netflix-serie Daredevil. Enkele maanden eerder werd bericht dat Netflix al begonnen was aan het ontwikkelen van een op zich staande Punisher-serie. Jeph Loeb, hoofd van Marvel Television, bestempelde die berichten in februari 2016 als speculatie van de media.
Eind april 2016, een maand nadat het personage zijn intrede had gemaakt in het tweede seizoen van Daredevil, raakte bekend dat Netflix een Punisher-serie van dertien afleveringen zou ontwikkelen met Steve Lightfoot als showrunner en uitvoerend producent.
In de periode september-oktober 2016 werd de cast uitgebreid met Ben Barnes, Ebon Moss-Bachrach, Amber Rose Revah en raakte bekend dat Deborah Ann Woll net als in Daredevil in de huid zou kruipen van het personage Karen Page. In augustus 2017 werd aangekondigd dat Shohreh Aghdashloo het personage Farah Madani, de moeder van Dinah, zou vertolken.
De opnames voor het eerste seizoen gingen op 3 oktober 2016 van start in Brooklyn (New York). In december 2016 werd er ook gefilmd in Astoria (Queens). De opnames eindigden op 9 april 2017.
Bernthal en enkele andere leden van de cast waren in oktober 2017 van plan om deel te nemen aan New York Comic Con om de nieuwe serie te promoten, maar hun deelname werd geannuleerd in de nasleep van de schietpartij in Las Vegas (1 oktober 2017). Door het gewelddadige karakter van het hoofdpersonage en de serie werd besloten dat het niet gepast was om de reeks enkele dagen na de dodelijke schietpartij in de kijker te zetten.
Op 17 november 2017 ging het eerste seizoen in première op Netflix.

## Marvel Cinematic Universe
The Punisher maakt deel uit van de Marvel Cinematic Universe en is een spin-off van de serie Daredevil.

## Verhaal
"The Punisher" is het alter ego van Frank Castle, een gewezen marinier die, in een poging de dood van zijn gezin en zijn traumatisch oorlogsverleden te verwerken, gewelddadige en dodelijke methodes gebruikt om misdaad te bestrijden.

## Rolverdeling

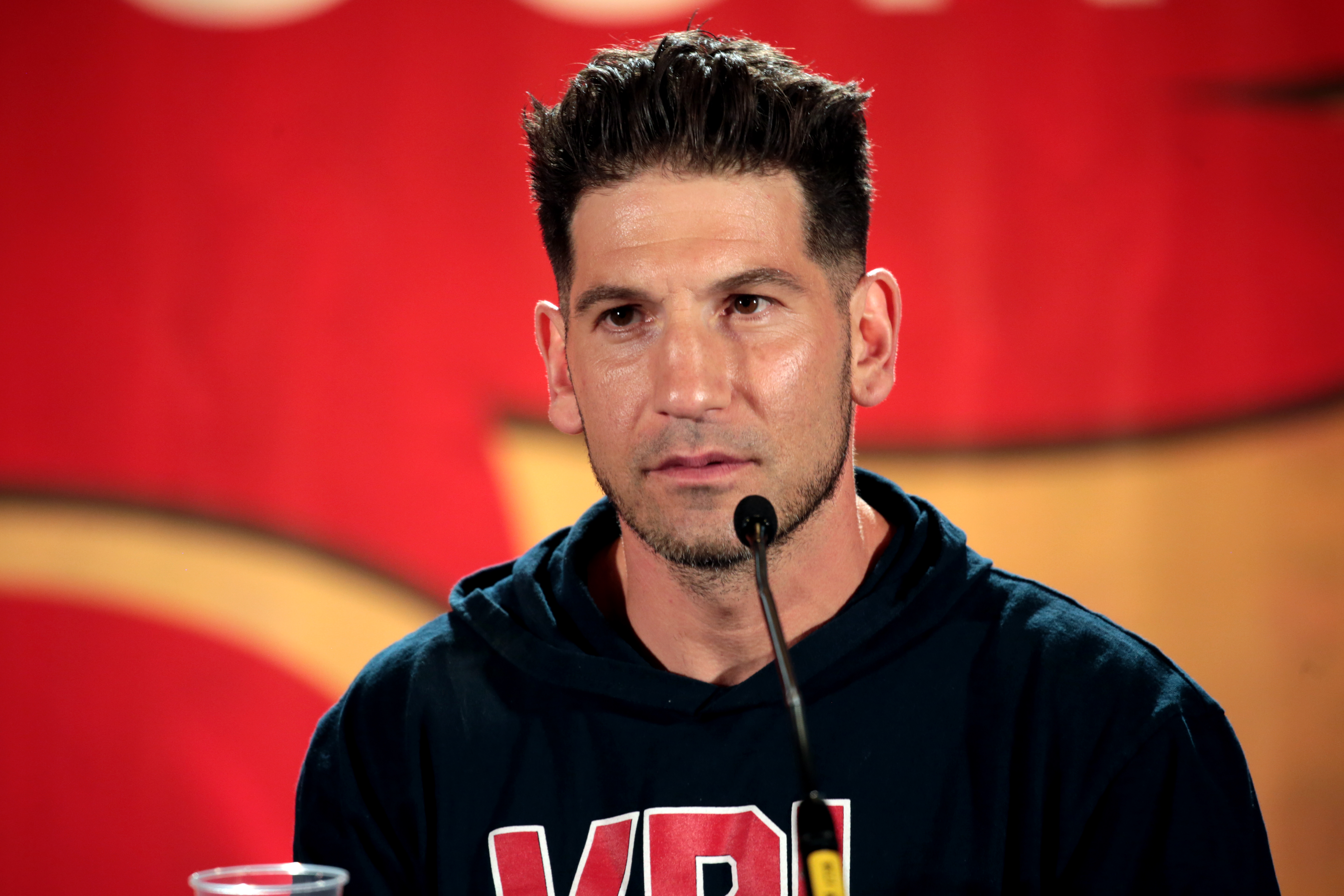
Hoofdrolspeler Jon Bernthal.

Legenda
 = Hoofdrol
 = Bijrol
 = Geen rol
| Acteur / actrice   | Personage                   | S1      | S2      |
| ------------------ | --------------------------- | ------- | ------- |
| Jon Bernthal       | Frank Castle / The Punisher | 13 afl. | 13 afl. |
| Amber Rose Revah   | Dinah Madani                | 13 afl. | 13 afl. |
| Ben Barnes         | Billy Russo                 | 12 afl. | 13 afl. |
| Jason R. Moore     | Curtis Hoyle                | 7 afl.  | 9 afl.  |
| Ebon Moss-Bachrach | David Lieberman / Micro     | 12 afl. |         |
| Giorgia Whigham    | Amy Bendix                  |         | 12 afl. |
| Floriana Lima      | Krista Dumont               |         | 12 afl. |
| Josh Stewart       | John Pilgrim                |         | 12 afl. |
| Jaime Ray Newman   | Sarah Lieberman             | 9 afl.  |         |
| Paul Schulze       | William Rawlins             | 8 afl.  |         |
| Michael Nathanson  | Sam Stein                   | 8 afl.  |         |
| Daniel Webber      | Lewis Walcott               | 7 afl.  |         |
| Royce Johnson      | Brett Mahoney               | 1 afl.  | 8 afl.  |
| Kobi Frumer        | Zach Lieberman              | 9 afl.  |         |
| Ripley Sobo        | Leo Lieberman               | 8 afl.  |         |
| Tony Plana         | Rafael Hernandez            | 6 afl.  | 2 afl.  |
| Deborah Ann Woll   | Karen Page                  | 4 afl.  | 1 afl.  |
| Shohreh Aghdashloo | Farah Madani                | 4 afl.  |         |
| C. Thomas Howell   | Carson Wolf                 | 3 afl.  |         |
| Geoffrey Cantor    | Mitchell Ellison            | 2 afl.  |         |
| Rob Morgan         | Turk Barrett                | 1 afl.  | 1 afl.  |
| Alexa Davalos      | Beth Quinn                  |         | 2 afl.  |
| Clancy Brown       | Majoor Schoonover           | 1 afl.  |         |

## Afleveringen

### Seizoen 1
| #  | Titel aflevering      | Regisseur      | Geschreven door       | Releasedatum Netflix |
| -- | --------------------- | -------------- | --------------------- | -------------------- |
| 1  | 3 AM                  | Tom Shankland  | Steve Lightfoot       | 17 november 2017     |
| 2  | Two Dead Men          | Tom Shankland  | Steve Lightfoot       | 17 november 2017     |
| 3  | Kandahar              | Andy Goddard   | Steve Lightfoot       | 17 november 2017     |
| 4  | Resupply              | Kari Skogland  | Dario Scardapane      | 17 november 2017     |
| 5  | Gunner                | Dearbhla Walsh | Michael Jones-Morales | 17 november 2017     |
| 6  | The Judas Goat        | Jeremy Webb    | Christine Boylan      | 17 november 2017     |
| 7  | Crosshairs            | Andy Goddard   | Bruce Marshall Romans | 17 november 2017     |
| 8  | Cold Steel            | Antonio Campos | Felicia D. Henderson  | 17 november 2017     |
| 9  | Front Toward Enemy    | Marc Jobst     | Angela LaManna        | 17 november 2017     |
| 10 | Virtue of the Vicious | Jim O'Hanlon   | Ken Kristensen        | 17 november 2017     |
| 11 | Danger Close          | Kevin Hooks    | Felicia D. Henderson  | 17 november 2017     |
| 12 | Home                  | Jet Wilkinson  | Dario Scardapane      | 17 november 2017     |
| 13 | Memento Mori          | Stephen Surjik | Steve Lightfoot       | 17 november 2017     |

1. Regel in genummerde lijst

### Seizoen 2
| #  | Titel aflevering       | Regisseur         | Geschreven door                 | Releasedatum Netflix |
| -- | ---------------------- | ----------------- | ------------------------------- | -------------------- |
| 1  | Roadhouse Blues        | Jim O'Hanlon      | Steve Lightfoot                 | 18 januari 2019      |
| 2  | Fight or Flight        | Jim O'Hanlon      | Steve Lightfoot                 | 18 januari 2019      |
| 3  | Trouble the Water      | Jeremy Webb       | Ken Kristensen                  | 18 januari 2019      |
| 4  | Scar Tissue            | Iain B. MacDonald | Angela LaManna                  | 18 januari 2019      |
| 5  | One-Eyed Jacks         | Stacie Passon     | Dario Scardapane                | 18 januari 2019      |
| 6  | Nakazat                | Jamie M. Dagg     | Christine Boylan                | 18 januari 2019      |
| 7  | One Bad Day            | Jet Wilkinson     | Felicia D. Henderson            | 18 januari 2019      |
| 8  | My Brother's Keeper    | Michael Offer     | Bruce Marshall Romans           | 18 januari 2019      |
| 9  | Flustercluck           | Salli Richardson  | Steve Lightfoot, Ken Kristensen | 18 januari 2019      |
| 10 | The Dark Hearts of Men | Alex Garcia Lopez | Steve Lightfoot, Angela LaManna | 18 januari 2019      |
| 11 | The Abyss              | Meera Menon       | Laura Jean Leal                 | 18 januari 2019      |
| 12 | Collision Course       | Stephen Kay       | Dario Scardapane                | 18 januari 2019      |
| 13 | The Whirlwind          | Jeremy Webb       | Steve Lightfoot                 | 18 januari 2019      |